# Teatro Balboa
Teatro Balboa (en inglés: Balboa Theatre) es un teatro histórico ubicado en San Diego en el estado estadounidense de California. Teatro Balboa se encuentra inscrito  en el Registro Nacional de Lugares Históricos desde el 4 de febrero de 1996. Wheeler, William H fue el arquitecto quién diseñó el Teatro Balboa.

## Ubicación
Teatro Balboa se encuentra dentro del condado de San Diego en las coordenadas 32°42′50″N 117°09′38″O / 32.713889, -117.160556.